# Subprefettura di Capela do Socorro
La Subprefettura di Capela do Socorro è una subprefettura (subprefeitura) della zona meridionale della città di San Paolo in Brasile, situata nella zona amministrativa Sud.

## Distretti
- Socorro
- Grajaú
- Cidade Dutra